# Wojtek Łępicki
Wojtek Łępicki (ur. 26 listopada 1979 w Rybniku) – muzyk, basista, terapeuta, związkowiec, działacz społeczny.
Od 2002 roku pracuje w Szpitalu Psychiatrycznym w Rybniku, gdzie prowadzi Teatr "MY", z osobami chorymi psychicznie. Od 1998 roku związany jako basista z zespołami rockowymi: Zakątek (do 2000 roku), OKA'Y (2000 – 2003), TRADE MARK (2002 – 2008), BOSCO BAND (2004 – 2008); od 2008 roku podjął współpracę z PAULLĄ, gdzie wygrali Sopot TOPtrendy 2009.
W roku 2001 współtworzył i był pierwszym przewodniczącym Młodzieżowej Rady Miasta Rybnika. Od 2006 jest w Zarządzie Związków Zawodowych Pracowników Ochrony Zdrowia w Szpitalu Psychiatrycznym w Rybniku, a od stycznia 2008 został jego przewodniczącym. W czerwcu 2008 został przewodniczącym Rady branżowej psychiatrii Rady Krajowej Federacji Związków Zawodowych Pracowników Ochrony Zdrowia. w grudniu 2009 został wiceprezesem Stowarzyszenia działającego na rzecz Osób Chorych Psychicznie i ich Rodzin HOMO – HOMINI w Rybniku.